# Joc de guerra
|  | No s'ha de confondre amb Jocs de guerra (pel·lícula). |

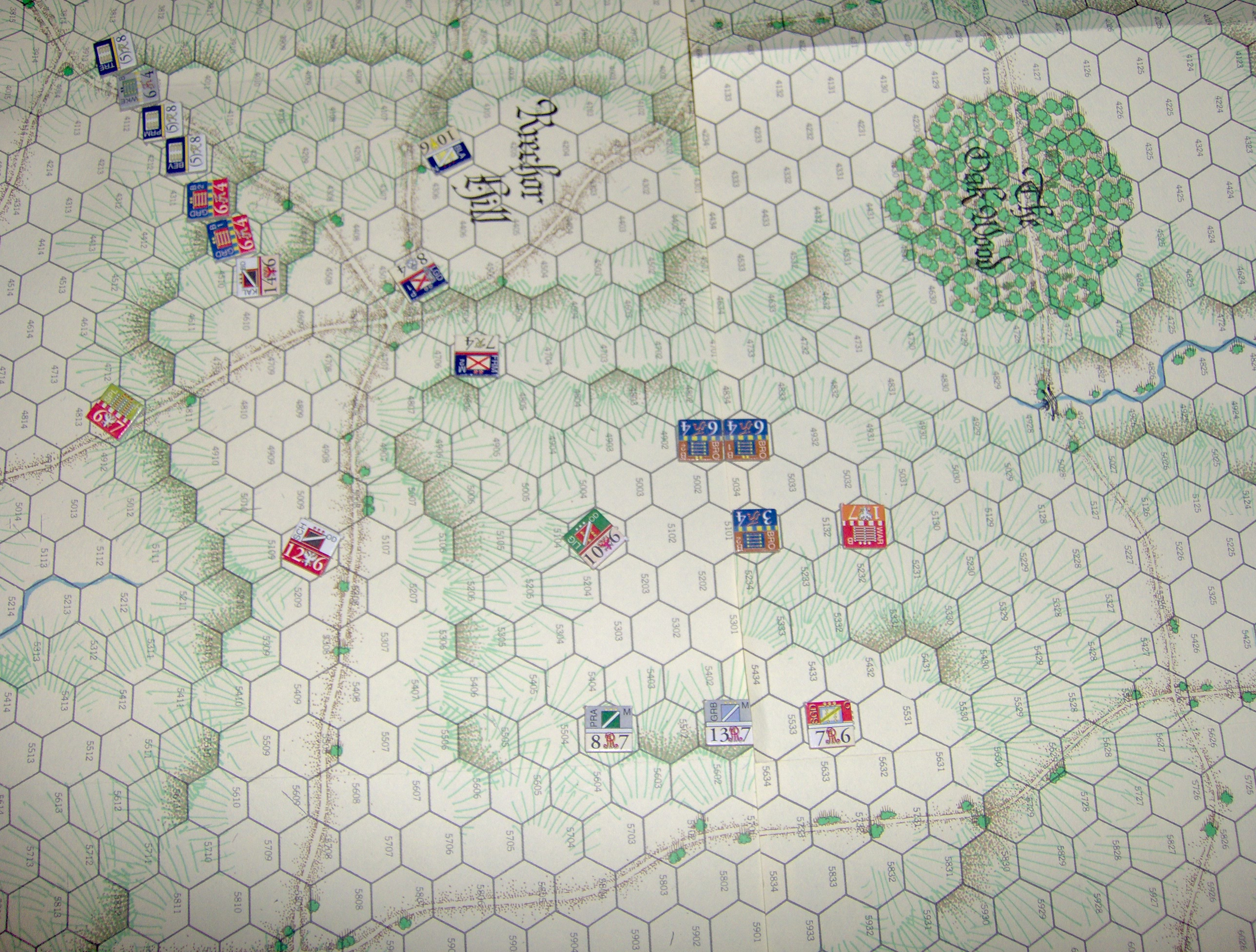
Típic joc de guerra de tauler de nivell tàctic, amb un mapa de retícula hexagonal i fitxes planes de cartró.

Un joc de guerra, també anomenat wargame o joc de simulació de conflictes és un tipus de joc, habitualment de tauler, de miniatures o videojoc, en què dos o més jugadors (anomenats wargamers o també grognards) simulen un conflicte militar, una campanya o una batalla concreta, ja sigui des d'un punt de vista tàctic, operacional, estratègic o gran estratègic.

## Història i característiques bàsiques
Els jocs de guerra s'originaren a finals del segle xix, amb la creació dels jocs de miniatures que intentaven recrear batalles històriques. A partir dels anys 1950 començaren a aparèixer jocs de tauler que ampliaren i sovint abstragueren l'àmbit d'aquest tipus de jocs. En general es tracta de jocs ambientats en episodis històrics bèl·lics i amb una gran preocupació per recrear amb precisió l'ambient de l'època; a partir dels anys 1960 també començaren a aparèixer jocs de guerra situats en ambients futuristes, inspirats en obres de ciència-ficció o fantasia.
Els clàssics jocs de guerra de tauler van tenir un gran moment d'expansió a la dècada de 1980 (a vegades anomenada «l'edat d'or» dels jocs de guerra) i, després d'un període d'estancament i esgotament, van ressorgir a mitjan dècada de 1990 amb jocs en què els moviments, combat o altres esdeveniments tenen lloc mitjançant cartes, d'estètica i concepte similar als Jocs de Cartes Col·leccionables, i els anomenats eurowargames, a mig camí d'un joc de guerra clàssic i un joc d'estil europeu.
Els jocs de guerra presenten, com tota mena de joc, un gran ventall de nivells de complexitat, des dels més simples fins als que incorporen regles de centenars de pàgines amb nombrosos casos particulars, situacions i excepcions. També es troben en una gran quantitat de mides, des dels jocs de guerra «de butxaca», amb un mapa de la grandària d'una postal o d'un foli i amb menys de 50 fitxes, fins als jocs «monstre» amb mapes enormes i milers de fitxes, amb partides que poden durar mesos. Precisament, la problemàtica de reunir dos o més jugadors en un mateix lloc durant moltes sessions fins a acabar la partida, tot mantenint el tauler i les fitxes entre les diverses sessions, és una de les causes de l'aparició de les partides per correu electrònic (play by e-mail o PBEM), en les quals, amb ajuda del programari adequat, es reprodueix a l'ordinador el tauler i les fitxes; cada jugador, després de realitzar els seus moviments envia un fitxer que conté la partida al següent jugador.

## Tipus de jocs de guerra

### Jocs de miniatures
Vegeu l'article principal «Jocs de miniatures»
Els jocs de guerra de miniatures acostumen a utilitzar models en miniatura, metàl·lics o de plàstic, i maquetes acurades del terreny on es desenvolupa l'acció, que normalment és una batalla. En general, les regles dels jocs de miniatures s'utilitzen per a qualsevol batalla d'un determinat període, de manera que es poden jugar moltes batalles diferents amb un mateix conjunt de regles.
El moviment de les miniatures sobre el terreny i l'efecte dels enfrontaments es determina a partir de la distància mesurada amb una cinta mètrica. Menys habitualment, les miniatures també es poden utilitzar sobre taulers d'hexàgons.

### Jocs de tauler
Vegeu l'article principal «Jocs de guerra de tauler»
Els jocs de guerra de tauler acostumen a representar les unitats militars, exèrcits o altres elements d'un conflicte en forma de fitxes que es poden desplaçar pel tauler que representa l'escenari, en funció de regles determinades, sovint específiques de cada joc particular. Els elements bàsics d'aquest tipus de jocs són:
- El tauler: en general és un mapa que situa el conflicte i, en funció de la situació representada, la seva escala pot ser d'uns centenars de metres fins a tot el món. En el tauler sovint s'hi situen també taules i marcadors. Els tipus de mapa més habituals són els següents:
  - Mapes amb retícula hexagonal: els més habituals en el món dels jocs de guerra (de fet n'han esdevingut una icona). Permeten una simulació força realista del moviment sobre el terreny. Són especialment habituals en els jocs d'àmbit tàctic, mentre que en l'àmbit estratègic comparteixen protagonisme amb els d'àrees i d'unió punt a punt. En alguns casos s'han utilitzat retícules quadrades en lloc d'hexagonals, però sense gaire èxit.
  - Mapes d'àrees: el mapa es divideix en àrees que intenten aproximar de forma més natural les divisions polítiques o geogràfiques de l'escenari.
  - Mapes d'unió punt a punt: Les àrees queden abstretes a punts (tot i que l'àrea que representen pot mostrar-se al mapa) per posar de manifest més clarament les rutes de moviment disponibles.
  - Mapes geomòrfics o modulars: Permeten modificar el terreny en diferents situacions i s'utilitzen principalment als jocs de nivell tàctic.
- Les fitxes: representen unitats militars o exèrcits (en funció de l'escala del joc) i a vegades també elements addicionals, com ara factors logístics, marcadors d'informació o elements externs. El tipus més habitual és una fitxa plana de cartró que conté la informació bàsica de la unitat o exèrcit: nacionalitat, tipus d'unitat, capacitat de moviment, força d'atac, moral, etc., a més de la designació de la unitat en jocs històrics rigorosos (sovint s'utilitza el nom anglès counter per aquestes fitxes). Un altre tipus habitual són blocs de fusta verticals amb la informació només accessible al jugador que els controla, aconseguint així una simulació de l'anomenada «boira de guerra».
- Daus: S'utilitzen per introduir un element d'atzar en la resolució dels combats i a vegades també en altres aspectes (meteorologia, arribada de reforços, comunicació amb el quarter general, etc.). Les tirades de daus acostumen a estar modificades per diversos factors sobre els quals el jugador sí té control, de manera que una bona estratègia intentarà sempre minimitzar els efectes negatius de l'atzar.
- Cartes: Són una incorporació recent en alguns mecanismes dels jocs de guerra de tauler. En els anomenats «jocs de guerra dirigits per cartes» aquestes serveixen per simular esdeveniments externs a l'escenari i que tenen un efecte directe sobre el joc (per exemple, decisions polítiques, esdeveniments econòmics, etc. que afecten el curs d'una guerra).

### Jocs de cartes
En general els jocs de cartes no són gaire adequats per als jocs de guerra, ja que tendeixen a destacar els aspectes abstractes per sobre del caràcter de simulació que tenen els jocs de guerra. En la majoria de casos els jocs de cartes de temàtica bèl·lica no es poden considerar jocs de guerra. Malgrat tot, alguns jocs, com Up Front, han donat un resultat molt bo com a joc de guerra. No s'ha de confondre un joc de guerra de cartes, on no hi ha tauler i els únics elements són les mateixes cartes amb els seus valors i efectes, amb els jocs de guerra de tauler dirigits per cartes, on les cartes són un element més que determina les accions possibles que es poden realitzar amb les fitxes.

## Jocs de guerra destacats
- Ambush! (Victory Games, 1983): el primer joc de guerra en solitari.
- Axis and Allies (Nova Games, 1981): un joc de guerra simplificat i amb components atractius per introduir el públic general al món dels jocs de guerra.
- Diplomacy (1954): un joc clàssic de gran estratègia on és molt important la negociació i la diplomàcia entre els jugadors, a banda del tauler.
- Gettysburg (Avalon Hill, 1961): el primer joc de guerra modern amb intenció de simular un esdeveniment històric real (la batalla de Gettysburg, en aquest cas).
- Mordheim (Games Workshop, 1999): Joc d'estratègia tàctica basat en l'univers Warhammer, a Mordheim, una ciutat devastada per la caiguda d'un meteorit.
- Risk (Parker Brothers, 1959): el primer joc de guerra per al gran públic.
- Tactical Game 3 (joc de la revista Strategy & Tactics, 1969) el primer joc de guerra tàctic, reeditat com a PanzerBlitz per Avalon Hill el 1970. Fou el primer a utilitzar mapes modulars.
- Tactics II (Avalon Hill, 1958): el primer joc de guerra de l'empresa Avalon Hill, de caràcter general, no representava cap situació històrica concreta.
- We the People (Avalon Hill, 1994): el primer joc de guerra dirigit per cartes, que ha tingut una gran influència en els darrers anys.
- World in Flames